# ケント・ブリンク
ケント・ブリンク（Kent Patrick Brink 、1980年9月28日 - ）は、アメリカ合衆国のプロレスラー。メリーランド州ボルティモア出身。

## 来歴
2001年、ATCWにてプロレスラーデビューを果たす。2002年、地元であるメリーランドを拠点とするMCWに入団。タッグ王座を獲得しトップの一員となる。
2006年にはWWEからリリースされたチーム3DがMCWにスポット参戦することがきっかけになり、チーム3Dアカデミーでトレーニングを始める。
2008年、WWEとディペロップメント契約。傘下団体のFCWにてケイレブ・オニール（Caleb O'Neil）のリングネームでデビュー。ストーリーラインなどを受け持つが試合では前座が主であり、タッグの試合が大半であった。
2009年3月にWWEから解雇通告を受け、古巣のMCWに再入団。復帰早々トップと絡み、ヘビー級王座を獲得。
2010年8月にWWEと再契約。カルバン・レインズ（Calvin Raines）のリングネームで再始動し、ケイレブ・オニール時代と違ってシングルでの出場機会が多くなり、12月にはFCWフロリダヘビー級王座に挑戦権を得ることができる30人ランブルマッチで優勝を飾った。同日に王者であるメイソン・ライアンに挑戦するも敗北。また、翌月に再挑戦するがベルトを奪取するに至らなかった。
2011年5月、ビッグ・E・ラングストンとタッグを組んでFCWフロリダタッグチーム王座を奪取した。
2012年2月、WWEから再び解雇となった。

## 得意技
- レインドロップ

ファイヤーマンズ・スパインバスター

## 獲得タイトル
FCW
- FCWフロリダタッグチーム王座 : 1回

w / ビッグ・E・ラングストン
MCW
- MCWヘビー級王座 : 1回
- MCWタッグチーム王座 : 1回

w / ブルーザー